# Битва при Хересе
Битва при Хересе (исп. Batalla de Jerez) — сражение, произошедшее в 1231 году между силами Кастилии и Леона и войсками мусульманского правителя тайфы Мурсия Ибн Худа. Оно произошло недалеко от современного города Херес-де-ла-Фронтера, на юге Испании, и завершилось победой христианской армии.

## Битва
В апреле 1231 года король Фернандо III отправил экспедицию algaras (конных рейдеров), которые выдвинулись из Андухара в сторону Кордовы, оставляя за собой сожженные поселения. Рейдеры совершили налет на мусульманский Пальма-дель-Рио, убив многих жителей. После этого они продолжили рейд и, обойдя Севилью, направились к Херес-де-ла-Фронтера и Вехер-де-ла-Фронтера у реки Гуадалете. По всей вероятности, этот отряд был предназначен для отвлечения сил правителя Мурсии Ибн Худа от границы, и это им удалось.
Ибн Худ собрал большое войско из более 25 тысяч человек и погнался за рейдерами, но в завязавшемся бою был разбит. Мусульмане понесли тяжелые потери, а кастильские солдаты смогли захватить обоз противника. На стратегическом уровне рейд был также успешным в том, что он позволил войскам архиепископа Родриго Хименеса де Рады, также отправленных королем Фердинандом, беспрепятственно захватить Кесаду.
Не совсем понятно, кто возглавлял кастильцев в этом налете, обернувшимся сражением. Бесспорно, что одним из командиров был Альваро Перес де Кастро по прозвищу Кастилец. Вторым командиром был, согласно христианской летописи, «инфант Альфонсо», но неясно, был ли это Альфонсо де Молина, брат короля, или сын короля, будущий Альфонсо X. Хроника Primera Crónica General (1906) указывает на Молину, как и историк Дерек Уильям Ломакс (1978). Однако историк Гонсало Мартинес Диес (2000) приходит к выводу, что это был сын короля из-за формулировки в летописи «очень молодой» («muy moço») — очевидно, это был будущий Альфонсо X, который находился под защитой Альваро Переса де Кастро. Испанский историк Хулио Гонсалес (1946) указывал, однако, что весьма маловероятно, чтобы сын Фердинанда был вовлечен в военные действия в таком молодом возрасте — 10 лет. Тем не менее, в 2003 году биография Альфонсо X поставила его рядом с Альваро Пересом де Кастро во главе диверсионной кампании 1231 года.

## Последствия
Историк Гонсало Мартинес Диес приходит к выводу, что поражение, конечно, ослабило власть Ибн Худа: в апреле 1232 года появился претендент на престол в лице Мохаммеда ибн Насра, который провозгласил себя эмиром в Архоне и, в конечном итоге, стал первым эмиром Гранады. По мнению Хулио Гонсалеса, Ибн Худ был больше озабочен ликвидацией остатков Альмохадов, чем борьбой с кастильскими набегами: в октябре 1231 года он взял Гибралтар и, наконец, изгнал их от полуострова, а затем осадил Сеуту в 1232 году. Тайфа Ибн Худа начала разваливаться только год спустя, в период с октября 1232 года по октябрь 1233 года, под тяжестью внутренних и внешних неудач: бунт в Севилье привел горожан к союзу с ибн Насром, христиане взяли Убеду, а Альмохады — Сеуту.